# Hans-Peter Großhans

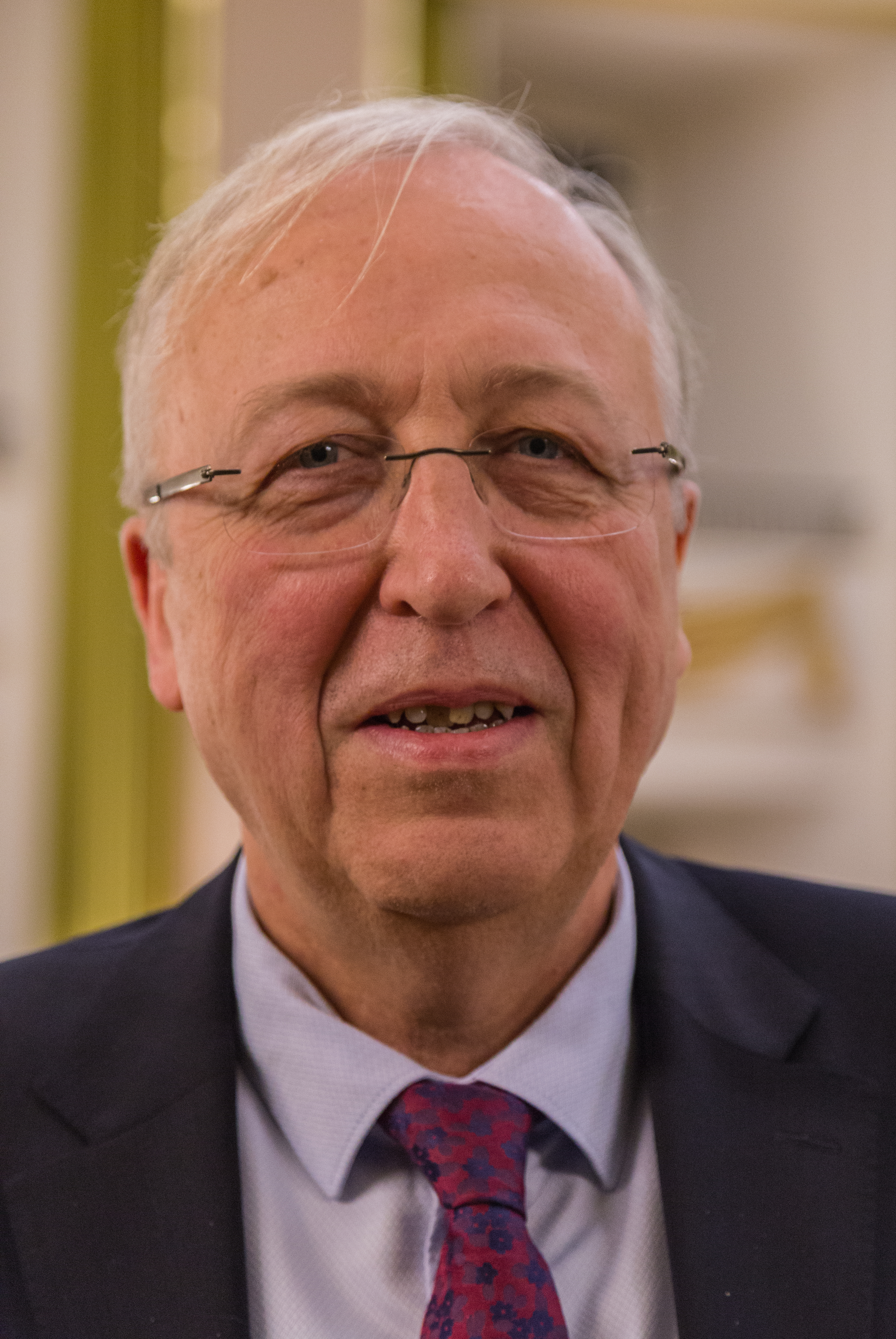
Hans-Peter Großhans (2017)

Hans-Peter Großhans (* 1958) ist ein deutscher protestantischer Theologe.

## Leben
Nach dem Studium (1979–1986) der Theologie und Philosophie an der Universität Tübingen und der Universität Oxford war er von 1989 bis 2001 wissenschaftlicher Assistent an der Evangelisch-Theologischen Fakultät der Universität Tübingen (bei Eberhard Jüngel). Nach der Promotion zum Dr. theol. (1989–1995) durch die Evangelisch-Theologische Fakultät der Eberhard Karls Universität Tübingen und der Habilitation (1995–2002) an der Evangelisch-Theologischen Fakultät der Eberhard Karls Universität Tübingen ist er seit 2008 Universitätsprofessor für Systematische Theologie (mit Religionsphilosophie und Ökumenischer Theologie) an der Evangelisch-theologischen Fakultät der Universität Münster.

## Veröffentlichungen (Auswahl)
- Theologischer Realismus. Ein sprachphilosophischer Beitrag zu einer theologischen Sprachlehre (= Hermeneutische Untersuchungen zur Theologie, Bd. 34). Mohr, Tübingen 1996, ISBN 3-16-146591-1 (= Dissertation Universität Tübingen).
- Die Kirche - irdischer Raum der Wahrheit des Evangeliums. Evangelische Verlagsanstalt, Leipzig 2003, ISBN 3-374-02071-2 (= Habilitationsschrift Universität Tübingen).
- (Hrsg., mit Ingolf U. Dalferth u. Johannes Fischer): Denkwürdiges Geheimnis. Beiträge zur Gotteslehre. Festschrift für Eberhard Jüngel zum 70. Geburtstag. Mohr Siebeck, Tübingen 2006, ISBN 3-16-148971-3.
- (Hrsg., mit Malte Dominik Krüger): In der Gegenwart Gottes. Beiträge zur Theologie des Gottesdienstes. Hansisches Druck- und Verlagshaus, Frankfurt/M. 2009, ISBN 978-3-86921-008-7.
- (Hrsg., mit Malte Dominik Krüger): Integration religiöser Pluralität. Philosophische und theologische Beiträge zum Religionsverständnis in der Moderne. Evangelische Verlagsanstalt, Leipzig 2010, ISBN 978-3-374-02810-8.
- (Hrsg., mit Friederike Nüssel): Lutherische Theologie in außereuropäischen Kontexten. Eine Zusammenschau aus Anlass des 500. Reformationsjubiläums. Evangelische Verlagsanstalt, Leipzig 2017, ISBN 978-3-374-05229-5.
- (Hrsg., mit Herman J. Selderhuis, Alexander Dölecke u. Matthias Schleiff): Schuld und Vergebung. Festschrift für Michael Beintker zum 70. Geburtstag. Mohr Siebeck, Tübingen 2017, ISBN 978-3-16-155277-9.
- (Hrsg., mit Michael Moxter u. Philipp Stoellger): Das Letzte - der Erste.  Festschrift für Ingolf U. Dalferth zum 70. Geburtstag. Mohr Siebeck, Tübingen 2018, ISBN 978-3-16-156091-0.
- (Hrsg., mit Michael Beintker): Menschliches - Allzumenschliches. Phänomene des Menschseins in den Horizonten theologischer Lebensdeutung. Evangelische Verlagsanstalt, Leipzig 2020, ISBN 978-3-374-06538-7.
- (Hrsg., mit Benjamin Dahlke): Ökumene im Denken. Karl Barths Theologie und ihre interkonfessionelle Rezeption. Evangelische Verlagsanstalt, Leipzig 2020, ISBN 978-3-374-06492-2.